# Scuola di polizia 3 - Tutto da rifare
Scuola di polizia 3 - Tutto da rifare (Police Academy 3: Back in Training) è un film del 1986 diretto da Jerry Paris.

## Trama
Due scuole di polizia sono in competizione tra loro: quella del comandante Lassard e quella di Mauser, un ex tenente subalterno del fratello di Lassard che ha fatto carriera e fondato una scuola tutta sua. Anche il tenente Proctor, il suo fido leccapiedi, decide di seguire il suo mentore. Visto che è in atto una competizione e non ci sono fondi a sufficienza per entrambe le accademie, la commissione inviata dovrà decidere quale delle due sarà la più meritoria. Per ottenere la vittoria, il perfido Mauser prima decide di ingraziarsi il governatore con una sviolinata che finisce in magra figura. Poi fa infiltrare Blankes e Copeland nella scuola di Lassard per combinare disastri.
Mentre Mahoney, Hightower, Jones e Tackleberry hanno ormai dimostrato la loro professionalità, altri soggetti arrivano ad arruolarsi, tra cui un ragazzo giapponese in un programma di scambio con la polizia nipponica. Questi prima si arruola con la scuola di Mauser, ma viene rifiutato e sbolognato a quella di Lassard. Anche lo sfortunato signor Sweetchuck decide di arruolarsi. Lo fa per difendersi dalle continue rapine che subisce nel suo negozio. Per sua sfortuna il suo vecchio persecutore, Zed, si arruola. Anche come collega, non manca mai di vessarlo di continuo, a volte anche involontariamente.
La competizione con la scuola di Mauser è serrata, ma nonostante lui e il fido Proctor inventino scherzi per causare brutte figure la situazione resta incerta.
L'ultimo giorno è quello della verità, la Commissione deve infatti prendere la decisione finale.
Durante un party del governatore dello Stato, una banda di rapinatori preleva tutti i soldi e i gioielli e prende in ostaggio il governatore. Il drappello di poliziotti di Mauser fallisce nel suo compito di protezione. Molti di essi, infatti, si lasciano sopraffare dal terrore, mentre a salvare la situazione interviene all'ultimo il gruppo del comandante Lassard. Giustizia è fatta e la commissione dichiara vincitrice la scuola di quest'ultimo.

## Seguito
- Scuola di polizia (Police Academy) (1984)
- Scuola di polizia 2 - Prima missione (Police Academy 2: Their First Assignment) (1985)
- Scuola di polizia 4 - Cittadini in... guardia (Police Academy 4: Citizens on Patrol) (1987)
- Scuola di polizia 5 - Destinazione Miami (Police Academy 5: Assignment: Miami Beach) (1988)
- Scuola di polizia 6 - La città è assediata (Police Academy 6: City Under Siege) (1989)
- Scuola di polizia - Missione a Mosca (Police Academy 7: Mission to Moscow) (1994)